# Kumenihah

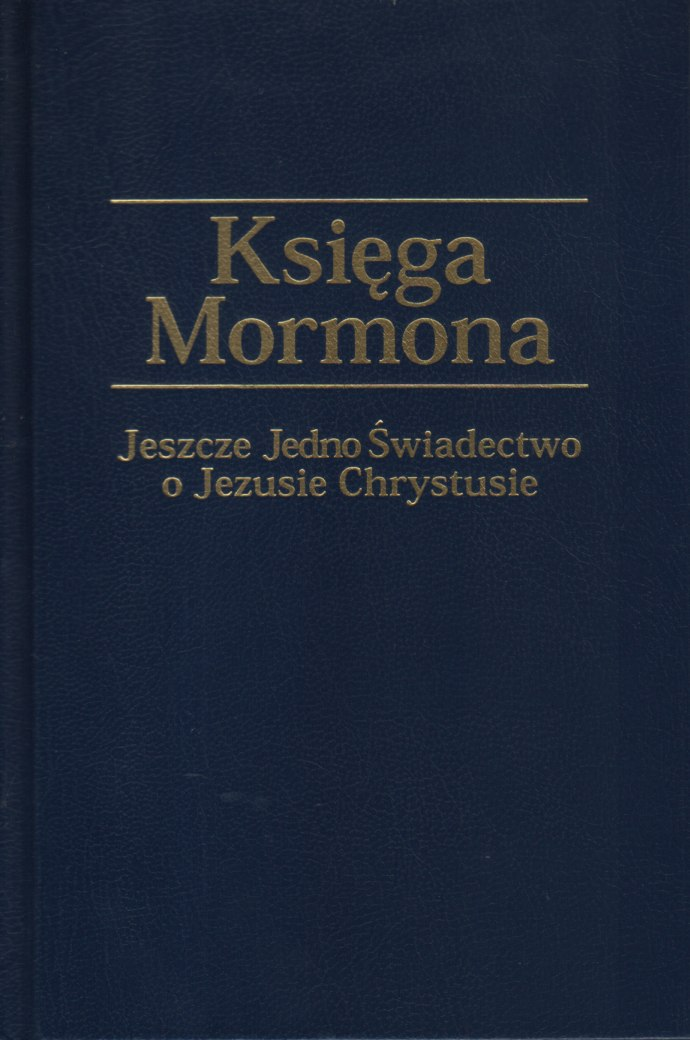
Księga Mormona, jedno z mormońskich pism świętych i jednocześnie źródło wzmianki o Kumenihahu

Kumenihah (deseret 𐐗𐐈𐐣𐐀𐐤𐐌𐐐𐐂) – w wierzeniach ruchu świętych w dniach ostatnich (mormonów) neficki wojskowy żyjący w IV wieku n.e. Jeden z dowódców w bitwie na wzgórzu Kumorah z 385, poległ w niej wraz ze wszystkimi swymi podkomendnymi. Jest obiektem spekulacji mormońskich teologów. Imię Kumenihah występuje też wśród wyznających mormonizm Maorysów.

## Wymowa i pisownia imienia
Wymowa tego imienia wzbudzała pewne zainteresowanie mormońskich badaczy. Zostało ono zresztą ujęte w przewodniku po wymowie, dołączanym do każdego egzemplarza anglojęzycznej wersji Księgi Mormona od 1981. Źródła wskazują niemniej na znaczną różnicę między wymową preferowaną i powszechną współcześnie a tą z wczesnego okresu kolonizacji terytorium Utah. Pierwotna wymowa, zwłaszcza ta stosowana przez Josepha Smitha, ma pewne znaczenie w badaniach nazw własnych występujących w Księdze Mormona, choć, na gruncie mormońskiej teologii, nie jest w nich czynnikiem decydującym. Do ustalenia wymowy używanej przez Smitha wykorzystuje się między innymi wydanie Księgi Mormona w alfabecie deseret z 1869.
Istnieją wszelako relacje ludzi posługujących w procesie nazywanym przez świętych w dniach ostatnich tłumaczeniem Księgi Mormona, które rzucają światło na to, jak Smith pierwotnie radził sobie z nieznanymi słowami. Hugh Nibley, powołując się na relacje skrybów Smitha, stwierdził, że „nigdy nie wymawiał on takich słów, zawsze poprzestając na ich przeliterowaniu”. Ściśle na gruncie mormońskiej teologii nie próbuje się dociekać pierwotnej wymowy tegoż słowa, podobnie jak nie prowadzi się takowych rozważań wobec słów i nazw nefickich jako takich.
Również na gruncie mormońskiej teologii zauważa się inherentną problematyczność wymowy nazw i imion przynależnych do tej mormońskiej świętej księgi. Ma to wynikać z tego, że żadne z nich nie zostało przekazane Josephowi Smithowi ustnie, z wyjątkiem może imienia Moroniego, który wszak przedstawił się Smithowi w wizji. Z doktrynalnego punktu widzenia sposób, w jaki bohaterowie Księgi Mormona wypowiadali te słowa, pozostał nieznany pierwszemu mormońskiemu przywódcy.
W oficjalnej edycji anglojęzycznego wydania Księgi Mormona obowiązującej od 1981 imię to występuje w formie „Cumenihah”. Pisownię tę wspiera manuskrypt oddany w ręce drukarza odpowiedzialnego za pierwsze wydanie (1830), jak również zapis nazwy miasta Kumeni (w wersji anglojęzycznej Cumeni). Wcześniej, w edycjach z lat 1830–1907 oraz 1911-1920 występował zapis „Camenihah”.

## W Księdze Mormona
W ściśle teologicznym sensie wzmiankowany jest w partii materiału określanej mianem większych płyt Nefiego. Na kartach Księgi Mormona pojawia się wyłącznie w wersie czternastym szóstego rozdziału Księgi Mormona w kontekście rozstrzygającej bitwy konfliktu neficko-lamanickiego, mianowicie bitwy na wzgórzu Kumorah (385). Przez komentatorów uznawany za generała, we wspomnianym starciu dowodził dziesięcioma tysiącami ludźmi. Poległ w niej wraz ze wszystkimi swymi podkomendnymi. Wzmiankowany pośrednio również w oszacowaniach liczby ofiar śmiertelnych tejże bitwy.

## W mormońskiej teologii oraz w badaniach nad Księgą Mormona
Istnienie Kumenihaha nie znalazło potwierdzenia w źródłach zewnętrznych. Językoznawcy związani z Kościołem Jezusa Chrystusa Świętych w Dniach Ostatnich rozważali etymologię imienia tego wojskowego, głównie przyglądając się jego częściom składowym. Bez szczególnego przekonania wskazywano na semickie konotacje nazwy Kumeni, wskazując też na jej możliwe egipskie pochodzenie. W ściśle teologicznym sensie zauważono, że może ona zawierać jeredycki element kumen/cumen. Cząstka -hah dyskutowana jest odrębnie, również w odniesieniu do innych zawierających ją imion czy nazw.
Imię Kumenihah (w zapisie Kameeniha) występuje wśród wyznających mormonizm Maorysów.